# 400 meter för damer i friidrott vid olympiska sommarspelen 2016
Damernas 400 meter vid olympiska sommarspelen 2016, i Rio de Janeiro i Brasilien avgjordes den 13-15 augusti på Estádio Olímpico João Havelange.

## Medaljörer
| Spel      | Guld                   | Silver            | Brons                    |
| 400 meter | Shaunae Miller Bahamas | Allyson Felix USA | Shericka Jackson Jamaica |

## Resultat

### Kval

#### Heat 1
| Placering | Namn                    | Nationalitet | Tid   | Noteringar |
| --------- | ----------------------- | ------------ | ----- | ---------- |
| 1         | Stephenie Ann McPherson | Jamaica      | 51,36 | Q          |
| 2         | Patience Okon George    | Nigeria      | 51,83 | Q          |
| 3         | Anneliese Rubie         | Australien   | 51,92 | q, SB      |
| 4         | Julija Olisjevska       | Ukraina      | 52,45 |            |
| 5         | Djénébou Danté          | Mali         | 52,85 |            |
| 6         | Nirmala Sheoran         | Indien       | 53,03 |            |
| 7         | Gunta Latiševa-Čudare   | Lettland     | 53,08 | SB         |

#### Heat 2
| Placering | Namn               | Nationalitet   | Tid   | Noteringar |
| --------- | ------------------ | -------------- | ----- | ---------- |
| 1         | Allyson Felix      | USA            | 51,24 | Q          |
| 2         | Olha Zemljak       | Ukraina        | 51,40 | Q          |
| 3         | Tamara Salaški     | Serbien        | 52,70 |            |
| 4         | Tsholofelo Thipe   | Sydafrika      | 52,80 |            |
| 5         | Iveta Putálová     | Slovakien      | 52,82 | SB         |
| 6         | Aauri Bokesa       | Spanien        | 53,51 |            |
| 7         | Seren Bundy-Davies | Storbritannien | 53,63 |            |

#### Heat 3
| Placering | Namn                   | Nationalitet | Tid   | Noteringar |
| --------- | ---------------------- | ------------ | ----- | ---------- |
| 1         | Phyllis Francis        | USA          | 50,58 | Q          |
| 2         | Kemi Adekoya           | Bahrain      | 50,72 | Q          |
| 3         | Margaret Bamgbose      | Nigeria      | 51,43 | q          |
| 4         | Patrycja Wyciszkiewicz | Polen        | 52,02 | q, SB      |
| 5         | Alicia Brown           | Kanada       | 52,27 |            |
| 6         | Jailma de Lima         | Brasilien    | 52,65 |            |
| 7         | Justine Palframan      | Sydafrika    | 53,96 |            |

#### Heat 4
| Placering | Namn                     | Nationalitet   | Tid   | Noteringar |
| --------- | ------------------------ | -------------- | ----- | ---------- |
| 1         | Natasha Hastings         | USA            | 51,31 | Q          |
| 2         | Christine Ohuruogu       | Storbritannien | 51,40 | Q          |
| 3         | Maria Benedicta Chigbolu | Italien        | 52,06 |            |
| 4         | Lydia Jele               | Botswana       | 52,24 |            |
| 5         | Olha Bibik               | Ukraina        | 52,33 |            |
| 6         | Kendra Clarke            | Kanada         | 53,61 |            |
| 7         | Vijona Kryeziu           | Kosovo         | 54,30 |            |

#### Heat 5
| Placering | Namn             | Nationalitet                   | Tid   | Noteringar |
| --------- | ---------------- | ------------------------------ | ----- | ---------- |
| 1         | Shaunae Miller   | Bahamas                        | 51,16 | Q          |
| 2         | Morgan Mitchell  | Australien                     | 51,30 | Q          |
| 3         | Ruth Spelmeyer   | Tyskland                       | 51,43 | q, PB      |
| 4         | Emily Diamond    | Storbritannien                 | 51,76 | q          |
| 5         | Kanika Beckles   | Grenada                        | 52,41 | SB         |
| 6         | Bianca Răzor     | Rumänien                       | 52,42 | SB         |
| 7         | Kineke Alexander | Saint Vincent och Grenadinerna | 52,45 |            |

#### Heat 6
| Placering | Namn             | Nationalitet | Tid     | Noteringar |
| --------- | ---------------- | ------------ | ------- | ---------- |
| 1         | Salwa Eid Naser  | Bahrain      | 51,06   | Q, PB      |
| 2         | Libania Grenot   | Italien      | 51,17   | Q          |
| 3         | Floria Gueï      | Frankrike    | 51,29   | q          |
| 4         | Cátia Azevedo    | Portugal     | 52,38   |            |
| 5         | Mariam Kromah    | Liberia      | 52,79   |            |
| 6         | Nguyễn Thị Huyền | Vietnam      | 52,97   |            |
| 7         | Irini Vasiliou   | Grekland     | 54,37   |            |
| 8         | Maryan Nuh Muse  | Somalia      | 1:10,14 |            |

#### Heat 7
| Placering | Namn                   | Nationalitet | Tid     | Noteringar |
| --------- | ---------------------- | ------------ | ------- | ---------- |
| 1         | Shericka Jackson       | Jamaica      | 51,73   | Q          |
| 2         | Kabange Mupopo         | Zambia       | 51,76   | Q          |
| 3         | Justyna Święty         | Polen        | 51,82   | q          |
| 4         | Christine Botlogetswe  | Botswana     | 52,37   |            |
| 5         | Omolara Omotosho       | Nigeria      | 53,22   |            |
| 6         | Elina Michina          | Kazakstan    | 53,83   |            |
| 7         | Dalal Mesfer Al-Harith | Qatar        | 1:07,12 |            |

#### Heat 8
| Placering | Namn                     | Nationalitet | Tid   | Noteringar  |
| --------- | ------------------------ | ------------ | ----- | ----------- |
| 1         | Christine Day            | Jamaica      | 51,54 | Q           |
| 2         | Carline Muir             | Kanada       | 51,57 | Q           |
| 3         | Małgorzata Hołub         | Polen        | 51,80 | q           |
| 4         | Geisa Coutinho           | Brasilien    | 52,05 |             |
| 5         | Aliyah Abrams            | Guyana       | 52,79 |             |
| 6         | Mariama Mamoudou Ittatou | Niger        | 54,32 |             |
| DQ (7)    | Anastassya Kudinova      | Kazakstan    | 56,03 | DQ (Doping) |

### Semifinaler

#### Semifinal 1
| Placering | Bana | Namn                    | Nationalitet   | Reaktion | Tid   | Noteringar |
| --------- | ---- | ----------------------- | -------------- | -------- | ----- | ---------- |
| 1         | 6    | Phyllis Francis         | USA            | 0,189    | 50,31 | Q          |
| 2         | 5    | Stephenie Ann McPherson | Jamaica        | 0,158    | 50,69 | Q          |
| 3         | 4    | Olha Zemlyak            | Ukraina        | 0,189    | 50,75 | q, PB      |
| 4         | 3    | Kemi Adekoya            | Bahrain        | 0,161    | 50,88 |            |
| 5         | 7    | Christine Ohuruogu      | Storbritannien | 0,145    | 51,22 |            |
| 6         | 2    | Ruth Spelmeyer          | Tyskland       | 0,155    | 51,61 |            |
| 7         | 8    | Margaret Bamgbose       | Nigeria        | 0,212    | 51,92 |            |
| 8         | 1    | Patrycja Wyciszkiewicz  | Polen          | 0,174    | 52,51 |            |

#### Semifinal 2
| Placering | Bana | Namn             | Nationalitet   | Reaktion | Tid   | Noteringar |
| --------- | ---- | ---------------- | -------------- | -------- | ----- | ---------- |
| 1         | 6    | Shericka Jackson | Jamaica        | 0,184    | 49,83 | Q, PB      |
| 2         | 5    | Natasha Hastings | USA            | 0,188    | 49,90 | Q, SB      |
| 3         | 3    | Salwa Eid Naser  | Bahrain        | 0,139    | 50,88 | PB         |
| 4         | 8    | Floria Gueï      | Frankrike      | 0,178    | 51,08 |            |
| 5         | 7    | Carline Muir     | Kanada         | 0,226    | 51,11 |            |
| 6         | 1    | Emily Diamond    | Storbritannien | 0,178    | 51,49 |            |
| 7         | 2    | Małgorzata Hołub | Polen          | 0,136    | 51,93 |            |
| 8         | 4    | Morgan Mitchell  | Australien     | 0,136    | 52,68 |            |

#### Semifinal 3
| Placering | Bana | Namn                 | Nationalitet | Reaktion | Tid   | Noteringar |
| --------- | ---- | -------------------- | ------------ | -------- | ----- | ---------- |
| 1         | 3    | Allyson Felix        | USA          | 0,174    | 49,67 | Q, SB      |
| 2         | 4    | Shaunae Miller       | Bahamas      | 0,167    | 49,91 | Q          |
| 3         | 6    | Libania Grenot       | Italien      | 0,156    | 50,60 | q          |
| 4         | 5    | Christine Day        | Jamaica      | 0,186    | 51,53 |            |
| 5         | 1    | Justyna Święty       | Polen        | 0,171    | 51,62 |            |
| 6         | 2    | Anneliese Rubie      | Australien   | 0,172    | 51,96 |            |
| 7         | 8    | Kabange Mupopo       | Zambia       | 0,155    | 52,04 |            |
| 8         | 7    | Patience Okon George | Nigeria      | 0,161    | 52,52 |            |

### Final
| Placering | Bana | Namn                    | Nationalitet | Reaktion | Tid   | Noteringar |
| --------- | ---- | ----------------------- | ------------ | -------- | ----- | ---------- |
| 1         | 7    | Shaunae Miller          | Bahamas      | 0,155    | 49,44 | PB         |
| 2         | 4    | Allyson Felix           | USA          | 0,177    | 49,51 | SB         |
| 3         | 5    | Shericka Jackson        | Jamaica      | 0,176    | 49,85 |            |
| 4         | 6    | Natasha Hastings        | USA          | 0,161    | 50,34 |            |
| 5         | 3    | Phyllis Francis         | USA          | 0,219    | 50,41 |            |
| 6         | 8    | Stephenie Ann McPherson | Jamaica      | 0,133    | 50,97 |            |
| 7         | 1    | Olha Zemlyak            | Ukraina      | 0,183    | 51,24 |            |
| 8         | 2    | Libania Grenot          | Italien      | 0,149    | 51,25 |            |